# Polyosma havilandii
Polyosma havilandii är en tvåhjärtbladig växtart som beskrevs av Schlechter. Polyosma havilandii ingår i släktet Polyosma och familjen Escalloniaceae. Inga underarter finns listade i Catalogue of Life.